# Celerena reversa
Celerena reversa är en fjärilsart som beskrevs av W. Warren 1897. Celerena reversa ingår i släktet Celerena och familjen mätare. Inga underarter finns listade i Catalogue of Life.